# Bazilika stolnica Santa Marta
Bazilika stolnica Santa Marta ali  Catedral Basílica del Sagrario y San Miguel de Santa Marta je katoliški tempelj v renesančnem slogu v zgodovinskem središču mesta Santa Marta v Kolumbiji. Bila je prva zgrajena pod cerkveno jurisdikcijo v Južni Ameriki. V 19. stoletju je bila v njej 12 let truplo Simóna Bolívarja. Od leta 1953 hrani posmrtne ostanke Rodriga de Bastidasa, ustanovitelja mesta.

## Zgodovina
Stolnica je bila zgrajena na pobudo škofa Nicolása Gila Martíneza Maloga in guvernerja Andrésa Péreza. Zgradil jo je po načrtih arhitekta Antonia Cacheteja inženir Juan Cayetano Chacón. Temeljni kamen je bil položen 8. decembra 1766, cerkev pa je bila dokončana leta 1786.  Leta 1830 je bil Simon Bolivar pokopan v enem od obokov, leta 1842 pa je bil premeščen v Caracas. Papež Pij XI. je stolnici leta 1930 podelil tudi naziv manjše bazilike. Leta 1953 so posmrtne ostanke ustanovitelja mesta Rodriga de Bastidasa iz Dominikanske republike prenesli v stolnico v Santa Marti.

## Arhitektura
Na pročelju so cerkvena vrata uokvirjena z dvema stebroma, na katera se naslanja trikoten zatrep. Na levi se dviga pravokoten zvonik. Triladijska bazilika v renesančnem slogu je opremljena z banjastimi oboki s poslikanimi kasetami, v katerega so za osvetlitev vrezane obočne kape. Glavna ladja skupaj s transeptom gleda na ožji stranski ladji, ki sta pokriti s križnimi oboki. Nad križiščem se nad okroglim bobnom dviga kupola. Konstrukcijo podpirajo masivni kvadratni stebri.

## Galerija
- Akvarel iz leta 1844, Edward W. Mark
- Pogled na stolnico
- Prižnica
- Vitraj
- Stari grob Simóna Bolívarja